# NMBS Type 51
De locomotief Type 51 was een stoomlocomotief van de Nationale Maatschappij der Belgische Spoorwegen in dienst vanaf 1866 voor rangeerwerk. Een exemplaar, de 1152, staat in het museum Train World.